# 八幡神社 (下田市)
八幡神社（はちまんじんじゃ）は、静岡県下田市一丁目にある神社。
下田市内に八幡神社を称する神社は合計6つあるが、当社が下田市の中心部にある中心的・象徴的な神社であるため、「下田」の名を冠して下田八幡神社（しもだ はちまんじんじゃ）とも呼ばれる。

## 概要
創建不詳。創建は1288年頃（正応年間）であると記す江戸時代後期の史料『下田年中行事』もあるが、江戸時代に裏山で発見された1399年（応永6年）の鰐口には「下田村若宮」と刻まれているため、この頃とも考えられる。
また、江戸時代の社伝古文書『下田八幡神社』には、1508年（永正4年）11月に漁師が海中から引き揚げた八幡神の木像を、牛頭天王の社の脇に祀ったという由来が記されており、八幡神社としての創建はこの頃とも考えられる。
その後、後北条氏配下の朝比奈氏が下田城に入り、地域を支配していた時期に、この八幡社を下田の総鎮守として定めたとされ、元々の牛頭天王（素戔嗚尊）の社の方は現在、八雲神社（例祭6月7日）として相殿される格好になっている。
本殿は1983年（昭和58年）に火災により全焼したが、1986年（昭和61年）に再建された。神門は大正時代のものとされる。

## 祭神
- 誉田別命（八幡神）
- 素戔嗚尊（牛頭天王）【八雲神社】
- 天照皇大神 【神明宮】

## 境内
- 本殿（扁額は「八幡宮」）
- 稲荷社
- 御獅子神社
- 忠魂碑
- 狛犬（二組）
- 仁王像[7]
- 神門
- 鐘楼
- 力石
- 手水舎
- 神木ビャクシン（樹齢400年）
- 石灯籠
- 鳥居
- 神橋
- 迎神の松

## 祭事
- 元旦祭（1月1日）
- 八雲神社例祭（6月7日）
- 七五三まつり（11月15日）
- 年越大祓式（12月31日）

この他、5月の黒船祭では、参道に露店が並ぶ。

### 下田八幡神社例大祭（下田太鼓祭り）
毎年、曜日に関係なく8月14日・15日の2日間にわたり市内中心部（いわゆる「旧町内」「まちなか」）で開催される。
寛永４年（1627年）、当時の第2代下田奉行だった今村伝四郎正長が相次ぐ戦乱や天災で疲弊した下田の町人の意気高揚と活性化をはかるべく始めたものとされ、大坂夏の陣において豊臣方に戦勝した徳川方が大阪城へ入城した際に打ち鳴らしていた陣太鼓が祭りに取り入れられたことから、「下田太鼓祭り」もしくは「太鼓祭り」の通称で知られる。

#### 神具などについて
- 金幣
  - 「金幣（きんぺい）」とは、角棒の先に金銀の紙垂を挟んだ神具で、祭神（八幡大神）の依代でもある。8月14日の早朝、祭典関係者が集まり神事を執り行ったのち、午前5時前後に2名の金幣奉仕者が金幣を携えて神社を出発し、祭りの始まりを告げに町内へと繰り出す。金幣奉仕者は毎年、18歳から40歳までの男性「若衆」の中から、ひときわ威勢のいい2名が指名される。若衆にとっては一生に一度あるかないかというほどの大変名誉なこととされている。彼らは裏通りや細い路地など、神輿が通れないような場所にも入り込んで、祭りの始まりをくまなく告げて周る。金幣ならびに金幣奉仕者の行く手を阻む行為は厳禁とされている。また、金幣を地面につけたり、金幣奉仕者以外の人間が金幣に触れることも禁じられている。一方、彼らは祭神の使者として扱われるため、行く先々で酒を振舞われるなどの格別な歓待を受ける。神社へ戻る頃には暑さと疲労と酔いとで足元もおぼつかない状況ではあるが、金幣奉仕者が神社に戻らないと、御神輿・供奉道具・太鼓台などが町内の所定のコースを巡る「巡幸（太鼓祭りにおいては「巡行」ではなく「巡幸」と表記する）」に出発できないため、彼らは最後の力を振り絞って神社に帰り着き、祭典関係者や他の若衆などからの熱烈な歓迎とねぎらいの声に、涙するものも少なくない。金幣奉仕者が神社を出発して戻ってくるまでの所要時間はおおむね4時間程度である。
- 御神輿
  - 「中老」といわれる40歳以上の男性が担ぐ。旧町内を3つの「部」に区分けし、それぞれの部から中老が担ぎ手として参加、順次交代しながら歩を進めていく。総重量およそ1トン、25名程度の人数で担ぐ。
- 供奉道具
  - 「供奉道具（ぐぶどうぐ）」とは木枠の台に榊、鉾、四神の飾り物をつけたもので、神輿と同じ要領で担ぎ棒で持ち上げる。俗に「お道具」と呼ばれており、各町から全部で11基が出る。巡幸の最中、交差点などの広いスペースなどで散発的にお道具同士のぶつけ合いが発生する。そのぶつけ合いの中から偶然誕生したのが、「太鼓橋」である。担ぎ棒を縄で結わえつけて11基のお道具を列車のように一列に連結させ、先頭と最後尾を押し上げてアーチ状にするもので、この祭りにおいてもっとも見物客の目を惹く出し物であり、太鼓橋が一回できれいに揚がったときはお道具を担ぐ若衆や見物客のボルテージは最高潮に達する。太鼓橋の揚がる場所や各日の太鼓橋を揚げる回数は毎年異なっているが、基本的には氏子総代の自宅前で揚げることが多い。また、2日目・8月15日の最後の太鼓橋は下田八幡神社の正面で揚げられている。
- 太鼓台
  - 前述のとおり、第2代下田奉行・今村伝四郎正長が、大坂夏の陣において豊臣方に戦勝した徳川方が大阪城へ入城した際に打ち鳴らしていた陣太鼓を祭りに取り入れたもの。現存する太鼓台は約20台あり、祭礼にはそのうちの14台が参加する。大きな車輪のついた台に鳥居が載っており、その鳥居には大太鼓が提げられ、台には小太鼓がくくり付けられている。さらに鳥居の上には各町ごとに飾り物がつけられており、神話や故事にちなんだものや縁起をかついだものなど、さまざまなものが見受けられる。夕刻になると提灯をつけた屋根を取り付ける。提灯の光源は電球で、太鼓台に据えたバッテリーや発電機を電源に用いており、中には電球が点滅を繰り返す機能を仕込んだものもある。また、降雨の際はビニールシートをかぶせて太鼓台を保護する。
なお、市内四丁目の下田開国博物館において、市内の新田（しんでん）区（現在の下田市一丁目と同市敷根とにまたがる地域）から寄贈された太鼓台が常設展示されている。慶応元年（1868年）に建造され、昭和54年（1979年）まで使用された、現存する太鼓台のうち2番目に古いものといわれる。また、伊豆急行・伊豆高原駅構内の改札前ロビーには市内の大和区連尺町（現在の下田市一丁目の一部）から寄贈された太鼓台が常設展示されている。
- お囃子
  - 太鼓台に随行し篠笛・三味線・摺鉦を鳴らす。かつてはそれぞれの町内の芸妓が担っていたが、現在では各町内の女性や小中高校生が演奏している。お囃子では、1番「岡崎」、2番「さん切り」、3番「若竹」、4番「たかどろ」、以上4曲のいわゆる「正調」の他、「色物」として「かごまり」「たけす」という曲をそれぞれ演奏する。
- 子供神輿
  - 小学生により担がれる、小さいサイズの神輿。2日目・8月15日に巡幸を終えて神社に戻る際、まず子供神輿が先に鳥居をくぐって境内へ入る。

#### 禁忌
御神輿と供奉道具ならびに太鼓橋は、絶対に高い所から見下ろしてはならない。
神を見下ろすことと同じ行為であり厳に禁じられている。かつては家屋の2階の窓から見下ろす人でもいようものなら、いきり立った若衆が数名でその家に乱入し、容赦なく鉄拳制裁を行うなどということもあったという。売り場が2階にあり、店舗のすぐそばが巡幸ルートになっている市内の某スーパーマーケットでは、道路側の窓にブラインドをかけたうえで絶対に上からのぞきこまないようにとの注意文を書いたチラシを貼るなど、注意喚起を徹底している。

#### 催事日程
- 第1日目・8月14日は、早朝に祭典役員などの関係者が一堂に会し、神事を執り行ったのち、午前5時前後に金幣奉仕者2名が金幣を携えて神社を出発し、祭りの始まりを告げに町内へと繰り出す。その間、各町内から太鼓台が参集する。金幣奉仕者が戻ってきたのを受けて、午前10時過ぎから子供神輿→供奉道具→御神輿→太鼓台の順で町内へ巡幸に出る。なお、２日間の巡行ルートおよび太鼓橋の揚がる場所とおおよその時刻や祭典期間中の交通規制などについて網羅した巡幸図があり、市内の各家庭には新聞折込などで配布されるほか、下田市観光協会のサイトでpdf化されたものが公開されている。途中、供奉道具を担ぐ若衆があらかじめ定められたポイントで太鼓橋を揚げつつ所定のルートを通って、夕刻近くに稲生沢川河口近くの大川端通り沿いに設けられた「御旅所」と呼ばれる仮設の施設に御神輿と供奉道具を安置。夜になると巡幸に参加していた太鼓台と各々の太鼓台に付き従っていたお囃子方が大川端通りにて一堂に会し、全員で太鼓を打ち鳴らし鳴り物を弾き鳴らす「揃い打ち」が披露される。そののち、稲生沢川河口付近で花火が打ち上げられ、この日の日程は終了。
- 第2日目・8月15日は、午前9時過ぎから前述の御旅所を発ち、再び町内へ巡幸に出る。途中、供奉道具を担ぐ若衆があらかじめ定められたポイントで太鼓橋を揚げつつ所定のルートを通って、20時過ぎに子供神輿→供奉道具→御神輿の順で神社の境内へ帰着するが、鳥居前に祭典役員らが立ちはだかっており、境内へ入ろうとしても押し戻されてしまう。これを数回繰り返し、ようやく境内へ突入できる。また、供奉道具は鳥居前で最後の太鼓橋を披露したのちに境内へ突入する（なお、前述のとおり一回では中に入れてもらえず、数回の押し問答があってようやく中へ入れる）。最後は太鼓台が鳥居前に一台ずつ前に進み、各町の役員が鳥居前に勢揃いする祭典役員らに挨拶とお礼を述べ、各町内へと帰っていくが、その後も町内のあちこちからは祭りの終わりを惜しむかの如く、お囃子の音が引き続きあちこちから聞こえる。

#### 過去に中止となったケース
- 1941年（昭和16年）～1945年（昭和20年）は、太平洋戦争の影響により中止[11]。
- 1958年（昭和33年）は、祭りの前日・8月13日に発生した全日空下田沖墜落事故の影響により中止。
- 2020年（令和2年）と2021年（令和3年）は、新型コロナウイルス感染拡大の影響により神事のみを執り行っている。2022年（令和4年）は神事に加え、伝統と技術の継承を目的に太鼓橋の奉納を、境内に限定して披露。また、金幣の巡幸と、各町内限定で太鼓台の巡幸も、それぞれ実施した。

## 周辺
- 北西隣りに、下田幼稚園。
- 北東隣りに、宝福寺。
- 南隣りに、下田市民文化会館。

## アクセス
- 伊豆急下田駅下車、中島橋交差点から南方向、まいまい通りに沿って了仙寺の方面へ向かう。宝福寺を過ぎてしばらくすると神社の参道入口にさしかかる。道路際の池と松が目印。所要時間は徒歩にて7～8分。